# Nikša Skelin
Pour les articles homonymes, voir Skelin.
Nikša Skelin, né le 25 mars 1978 à Split, est un rameur croate. Lors de ses trois participations aux Jeux olympiques, il a remporté deux médailles : le bronze au huit avec barreur à Sydney en 2000 et l'argent avec son frère Siniša Skelin au deux sans barreur à Athènes en 2004.

## Palmarès

### Jeux olympiques
- JO 2000 à Sydney (Australie)
  -  Médaille de bronze en huit avec barreur
- JO 2004 à Athènes (Grèce)
  -  Médaille d'argent en deux sans barreur

### Championnats du monde
- Mondiaux 2001 à Lucerne (Suisse)
  -  Médaille d'argent en huit
- Mondiaux 2002 à Séville (Espagne)
  -  Médaille de bronze en deux sans barreur
- Mondiaux 2003 à Milan (Italie)
  -  Médaille d'argent en deux sans barreur